# Danablu
Danablu (of Danish Blue) is een Deense blauwschimmelkaas. Deze werd begin 20e eeuw uitgevonden door Marius Boel.
De bereidingswijze lijkt sterk op die van Roquefort, met dat verschil dat voor Danish Blue koemelk wordt gebruikt en voor Roquefort schapenmelk. De kaas wordt geïnjecteerd met de schimmel Penicillium roqueforti en daarna 12 weken gerijpt.
Door zijn hoge vetgehalte wordt Danish Blue ook wel als smeerkaas gebruikt.